# مارسی‌یز
مارسی‌یز (انگلیسی: La Marseillaise) فیلمی فرانسوی به کارگردانی ژان رنوآر است که در سال ۱۹۳۸ منتشر شد.
این فیلم دربرگیرندهٔ چشم‌انداز وسیع سیاسی، اجتماعی و نظامی انقلاب فرانسه تا پاییز ۱۷۹۲ است و در بخش‌های مختلف آن، از زندگی کارگران عادی تا بورژواهای متعهد که برای تغییر تلاش می‌کنند و همچنین کسانی که در طبقات بالای جامعه از وضع موجود دفاع می‌کنند را نشان می‌دهد.
مارسی‌یز همچنین نامِ سرود ملی فرانسه است.

## بازیگران
- پیر رنوآر در نقش لوئی شانزدهم
- لیز دولامار در نقش ماری آنتوانت
- کاپوسین در نقش پرنسس الیزابت فرانسه
- لویی ژووه
- لیون لاریو